# Cal Bosch (Mollerussa)
Cal Bosch és una casa pairal situada al centre de Mollerussa (Pla d'Urgell) i inclosa en l'Inventari del Patrimoni Arquitectònic de Catalunya.

## Descripció
És un habitatge entre mitgeres original de planta baixa i pis. A la planta baixa, hi havia el comerç de la família. A la part posterior hi ha un pati. A la planta alta presenta una distribució tradicional amb estances magnificades. Cal deixar constància de la qualitat del mobiliari interior.

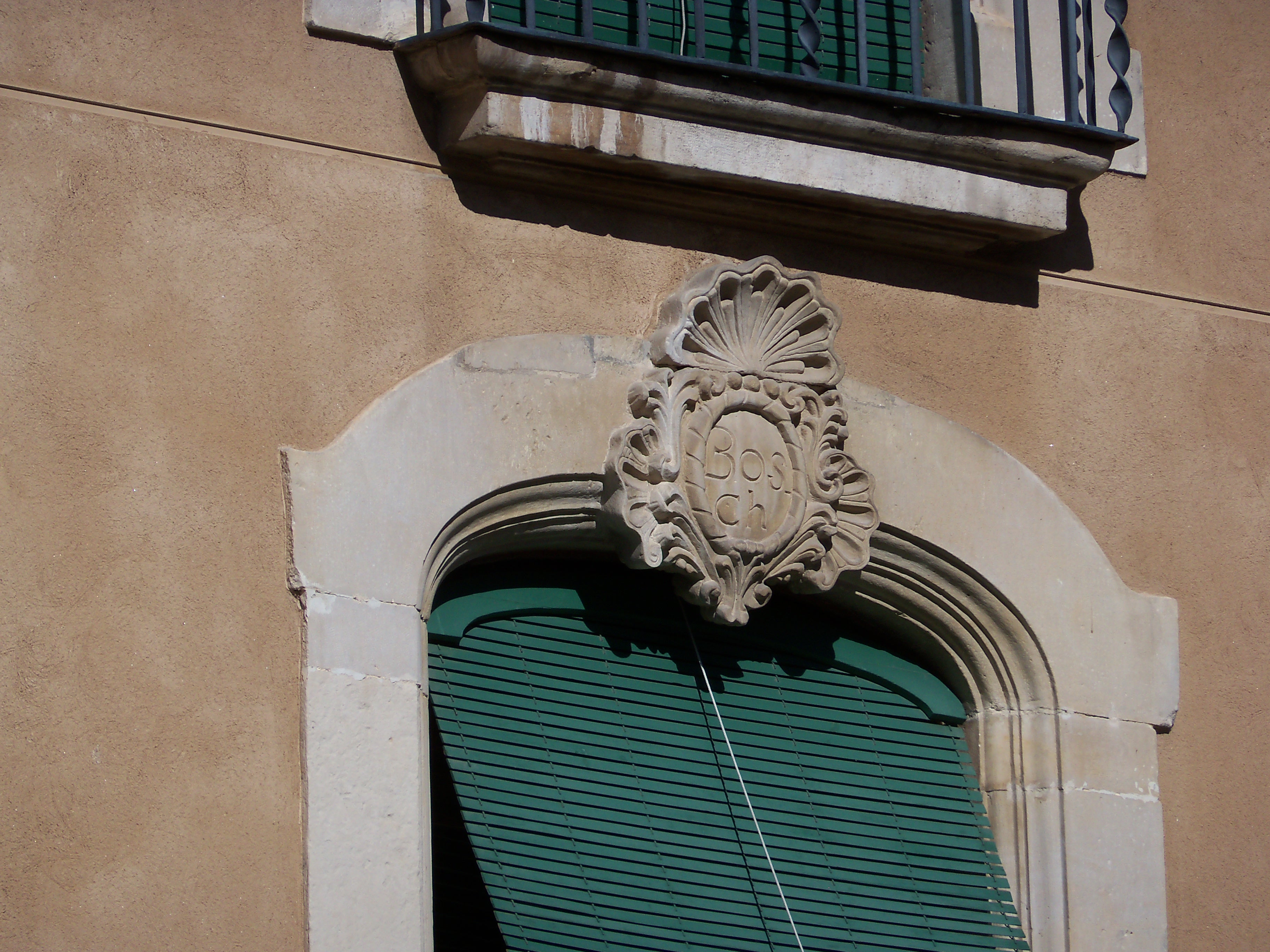
Medalló central

La façana està acabada amb arrebossat i estucat de gra fi. Les obertures dels dos pisos superiors estan emmarcades amb pedra. A les tres balconades del pis principal hi ha sengles medallons envoltats de motius decoratius vegetals. En el central hi ha la inscripció: "BOS/CH"; al·lusiva al propietari de la casa. En els medallons laterals no hi diu res. L'estètica d'aquests medallons recorda motius clàssics del segle xix.

## Història
Els Bosch eren una de les cases importants de la ciutat, sobretot des del segle xix.